# Ameivula apipensis
Ameivula apipensis es una especie de lagarto del género Ameivula, perteneciente a la familia Teiidae. Fue descrita científicamente por Arias, Recoder, Álvarez, Ethcepare, Quipildor, Lobo & Rodrigues en 2018.

## Distribución
Se encuentra en Argentina (Corrientes).